# Autoroute A23
L’autoroute A23 è un'autostrada francese.